# Gornji Očauš
Gornji Očauš (szerbül: Горњи Очауш), település Bosznia-Hercegovinában, a Szerb Köztársaságban, Teslić községben.

## Fekvése
A település Bosznia-Hercegovina középső részének északi szélén, Dobojtól légvonalban 40, közúton 50 km-re délnyugatra, községközpontjától légvonalban 17, közúton 26 km-re délnyugatra, az Očauš-hegység északi, és a Borja-hegység déli lejtőin, valamint a Velika Usora-folyó és mellékvizeinek völgyeiben, 500-1384 méteres magasságban található. A településtől mintegy 1,3 kilométerre a folyásiránnyal feljebb, a Penava és a Mihajlovac patakok találkozásából jön létre a Velika Usora. 

## Népessége
| Nemzetiségi csoport | Népesség 1991 | Népesség 2013 |
| ------------------- | ------------- | ------------- |
| Szerb               | 952           | 545           |
| Bosnyák             | 1             | 0             |
| Horvát              | 0             | 0             |
| Jugoszláv           | 2             | 0             |
| Egyéb               | 4             | 0             |
| Összesen            | 959           | 545           |

## Története
A határában, a Toljnica és a Velika Usora összefolyása feletti magaslaton található vármaradványok tanúsága szerint itt már a késő bronzkorban erődített település állt. A falu középkori múltjáról tanúskodik a területén található két középkori temető maradványa is, melyek egyikében a sírkövek nagy része is fennmaradt. Ezek a sírkövek a kereszténység főáramlatának behódolni nem akaró, eredetileg Boszniában élő bogumilok díszesen faragott középkori sírkövei voltak. A legrégebbi ilyen sírkövek a 12. század második feléből származnak, de csak a 14-15. században terjedtek el Boszniában.
A szerb lakosságú Očauš település 1878-ig tartozott az Oszmán Birodalomhoz, ekkor a berlini kongresszus határozata alapján az Osztrák-Magyar Monarchia része lett. 1879-ben az első osztrák-magyar népszámlálás során a Tešanji járáshoz és Komušina községhez tartozó Očauš településnek 28 háztartása és 317 ortodox szerb lakosa volt. 1910-ben a Tesanji járáshoz tartozó településen 36 háztartást, 427 ortodox és 1 muszlim lakost találtak. A monarchia szétesésével 1918-ban előbb a Szerb-Horvát-Szlovén Királyság, majd 1929-től a Jugoszláv Királyság része lett. 1921-ben 413 lakosa volt, mind ortodox szerbek. Az 1929-es törvény értelmében, amikor Bosznia-Hercegovinát négy banovinára, Drinskára, Vrbaskára, Zetskára és Primorskára osztották, a település a Vrbaska banovina része lett, amelynek székhelye Banja Luka volt.
Jugoszlávia megszállása után a Független Horvát Állam (NDH) része lett. A második világháború után 1992-ig a település a szocialista Jugoszlávia keretében a Bosznia-Hercegovinai Népköztársaság része volt. A boszniai háborút lezáró daytoni békeszerződést követő területfelosztásnál a Szerb Köztársaság területéhez került.

## Nevezetességei
- Szent Prokopiosz nagyvértanú tiszteletére szentelt pravoszláv temploma. A templom építése 1990-ben kezdődött. A templom alapkövét Vasilije ortodox püspök 1990. augusztus 5-én szentelte fel. Ugyanő szentelte fel a templomot 2003. július 20-án. A tölgyfából épített ikonosztázt Živorad Vuković készítette, aki Srednja Šnjegotinából, Čelinac községből érkezett. Az ikonosztázon látható ikonokat a jelenleg Belgrádban élő očausi származású Dušan Đukarić festette meg. A templomot belülről 2004-ben Dušan Đukarić festette ki.[8]

- Gradina - őskori erődítmény maradványai a Toljnica-patak feletti magaslaton, a pataknak a Velika Usorába való torkolása előtt. A magaslaton nem maradt fenn kultúrréteg, csak az aljában találhatók régészeti leletek, melyek a késő bronzkorból és a vaskorból származnak.[4]

- Grčko groblje - késő középkori temető maradványai 17 darab stećak sírkővel.[4]

- Krst - középkori temető maradványai a Debelo brdo előterében. Feltárása során több cserépedény került elő.[4]